# Administration électronique en Suisse
 (août 2025).
Motif : manque de sources secondaires centrées
- Archive Wikiwix
- Bing
- Cairn
- DuckDuckGo
- E. Universalis
- Gallica
- Google
- G. Books
- G. News
- G. Scholar
- Persée
- Qwant
- (zh) Baidu
- (ru) Yandex
- (wd) trouver des œuvres sur Wikidata

| 1. | Préciser le motif de la pose du bandeau. | Précisez le motif de la pose du bandeau en utilisant la syntaxe suivante : {{admissibilité à vérifier\|date=août 2025\|motif=remplacez ce texte par le motif}}                                             |
| 2. | Informer les utilisateurs concernés.     | Pensez à avertir le créateur de l'article, par exemple, en insérant le code ci-dessous sur sa page de discussion : {{subst:avertissement admissibilité à vérifier\|Administration électronique en Suisse}} |

L'administration électronique en Suisse (aussi désignée par e-administration ou e-gouvernement) est l'utilisation des technologies de l'information et de la communication (TIC) par les administrations publiques de la Suisse dans le but de rendre les services publics plus accessibles à leurs usagers et d'en améliorer le fonctionnement interne. 
La base juridique est constituée par la Stratégie du Conseil fédéral pour une Suisse numérique et la Stratégie du Conseil fédéral pour la cyberadministration.
Voici quelques exemples de projets stratégiques de cyberadministration en Suisse:
- ch.ch - la plate-forme d'information des autorités fédérales
- EasyGov.swiss - le comptoir en ligne pour les entreprises
- Portail PME - Informations pour les petites et moyennes entreprises
- eDéménagement - Signaler un changement de résidence par voie électronique

En outre, au début de 2019, il était possible de participer aux élections et de voter par voie électronique dans dix cantons. Cette possibilité n'existe plus actuellement ; la Chancellerie fédérale étudie une réorientation de l'opération d'essai avec les cantons d'ici à la fin 2020.